# 남서태평양 전구
제2차 세계 대전 당시 남서태평양 전구(South West Pacific Theatre)는 태평양 전쟁의 주요 전구 중 하나이다. 이 전구는 수마트라섬을 제외한 네덜란드령 동인도와, 필리핀, 보르네오, 오스트레일리아와 비스마르크 제도, 뉴기니 준주와 솔로몬 제도 서부를 포함했다. 이 지역에 대한 명칭은 남서태평양 지역사령부라는 사령부 명칭을 통해 정해졌다. 남서태평양 전구에서 일본군은 영국, 오스트레일리아, 뉴질랜드, 미국과 주로 싸웠다. 
남태평양은 1941년 진주만 공격 이후 전쟁의 주요 전역이 되었다. 초기에, 미국의 전쟁계획은 중앙태평양을 통해 반격을 계획하기로 결정했지만, 진주만에서 다수의 전함을 잃은 이후 이 계획은 포기할 수 밖에 없었다. 남서태평양 전구는 1941년 12월 8일 일본군이 필리핀과 네덜란드령 동인도 지역을 침공하면서 시작되었으며, 이후 솔로몬 제도와 뉴기니, 티모르까지 전장이 확장되었다. 연합군은 1943년 과달카날 전역에서 승리를 거두면서 일본군에 반격을 가할 수 있었고, 이후 미군이 1944년 필리핀을 탈환하면서 전세가 완전히 역전되었다. 1945년 8월 15일, 일본이 연합군에 항복하면서 전쟁도 끝났다. 